# 温特利
温特利（葡萄牙語：Wanderley）是巴西東北部巴伊亚州的一个市镇。总面积3043.408平方公里，总人口13658人，人口密度4.5人/平方公里。